# Alberto Aguilera
Alberto Aguilera y Velasco (Valência, 7 de agosto de 1842 – Madrid, 25 de dezembro de 1913) foi senador e presidente de Madrid em (entre) 1906 e 1913.